# Vinod Khanna
Vinod Khanna (Pesavar, 1946. október 6. – Mumbai, 2017. április 27.) indiai színész, politikus.

## Filmjei
- Man Ka Meet (1968)
- Nateeja (1969)
- Sachaa Jhutha (1970)
- Aan Milo Sajna (1970)
- Mastana (1970)
- Purab Aur Paschim (1970)
- Mera Gaon Mera Desh (1971)
- Reshma Aur Shera (1971)
- Mere Apne (1971)
- Elaan (1971)
- Hungama(1971)
- Rakhwala (1971)
- Preetam(1971)
- Jaane-Anjaane (1971)
- Dost Aur Dushman (1971)
- Hum Tum Aur Woh (1971)
- Memsaab(1971)
- Guddi(1971)
- Parichay (1972)
- Do Yaar (1972)
- Ek Bechara (1972)
- Ek Hasina Do Diwane (1972)
- Ek Khiladi Bawan Pattey (1972)
- Parchhaiyan (1972)
- Kuchhe Dhaage (1973)
- Aarop (1973)
- Achanak (1973)
- Anokhi Ada (1973)
- Dhamkee (1973)
- Gaddaar (1973)
- Paanch Dushman (1973)
- Pyaar Ka Rishta (1973)
- Haath Ki Safai (1974)
- Imtihan (1974)
- Kunwara Baap (1974)
- Patthar Aur Payal (1974)
- Chowkidar (1974)
- Farebi (1974)
- Zameer (1975)
- Qaid (1975)
- Prem Kahani (1975)
- Sewak (1975)
- Hera Pheri (1976)
- Lagaaam (1976)
- Nehle Pe Dehla (1976)
- Shankar Shambhu (1976)
- Shaque (1976)
- Parvarish (1977)
- Adha Din Adhi Raat (1977)
- Amar Akbar Anthony (1977)
- Khoon Pasina (1977)
- Hatyara (1977)
- Aap Ki Khatir (1977)
- Jallianwala Bagh (1977)
- Maha Badmaash (1977)
- Chor Sipahee (1977)
- Main Tulsi Tere Aangan Ki (1978)
- Daaku Aur Jawan (1978)
- Muqaddar Ka Sikandar (1978)
- Aakhri Daku (1978)
- Khoon Ka Badla Khoon (1978)
- Khoon Ki Pukaar (1978)
- Inkaar (1978)
- Lahu Ke Do Rang (1979)
- Do Shikaari (1979)
- Yuvraaj (1979)
- Meera (1979)
- Sarkari Mehmaan (1979)
- The Burning Train (1980)
- Qurbani (1980)
- Garam Khoon (1980)
- Zalim (1980)
- Bombay 405 Miles (1980)
- Ek Aur Ek Gyaraah (1981)
- Khuda Kasam (1981)
- Jail Yatra (1981)
- Kudrat (1981)
- Rajput (1982)
- Raajmahal (1982)
- Insaan (1982)
- Daulat (1982)
- Taaqat (1982)
- Daulat Ke Dushman (1983)
- Insaaf (1987)
- Satyamev Jayate (1987)
- Zameen (1987)
- Dayavan (1988)
- Rihaee (1988)
- Aakhri Adaalat (1988)
- Faisla (1988)
- Chandni (1989)
- Batwara (1989)
- Suryaa: An Awakening (1989)
- Mahaadev (1989)
- Ustaad (1989)
- Muqaddar Ka Badshaah (1990)
- Jurm (1990)
- CID (1990)
- Lekin... (1990)
- Maha-Sangram (1990)
- Kaarnama (1990)
- Pathar Ke Insan (1990)
- Khoon Ka Karz (1991)
- Farishtay (1991)
- Dharam Sankat (1991)
- Garajna (1991)
- Parampara (1992)
- Humshakal (1992)
- Nishchaiy (1992)
- Maarg (1992)
- Police Aur Mujrim (1992)
- Waqt Ka Badshah (1992)
- Kshatriya (1993)
- Insaniyat Ke Devta (1993)
- Eena Meena Deeka (1994)
- Ekka Raja Rani (1994)
- Pyar Ka Rog (1994)
- Janam Kundli (1995)
- Muqadama (1996)
- Dus (1997)
- Himalay Putra (1997)
- Dhaal (1997)
- Deewaanapan (2001)
- Kranti (2002)
- Leela (2002)
- Bhola in Bollywood (2004)
- Pehchaan: The Face of Truth (2005)
- Godfather (2007)
- Risk (2007)
- Halla Bol (2008)
- 99 (2009)
- Wanted (2009)
- Fast Forward (2009)
- Dabangg (2010)
- Red Alert: The War Within (2010)
- Dabangg 2 (2012)
- Players (2012)
- Ramaiya Vastavaiya (2013)
- Koyelaanchal (2014)
- Chooriyan (2015)
- Dilwale (2015)
- Ek Thi Rani Aisi Bhi (2017)